# Tomori Kiichi
Kiichi Tomori (sinh ngày 22 tháng 4 năm 1991) là một cầu thủ bóng đá người Nhật Bản.

## Sự nghiệp câu lạc bộ
Kiichi Tomori đã từng chơi cho FC Ryukyu.